# Cynortellana
Genre
Synonymes
- Cynortella Roewer, 1912 nec Duvivier, 1891

Cynortellana est un genre d'opilions laniatores de la famille des Cosmetidae.

## Distribution
Les espèces de ce genre se rencontrent du Nord de l'Amérique du Sud au Sud de l'Amérique du Nord.

## Liste des espèces
Selon World Catalogue of Opiliones (17/07/2021) :
- Cynortellana affinis Caporiacco, 1947
- Cynortellana bisignata (Banks, 1909)
- Cynortellana lagenaria (Perty, 1833)
- Cynortellana oculata (Banks, 1913)
- Cynortellana peruviana Roewer, 1963
- Cynortellana pulchra Mello-Leitão, 1928
- Cynortellana quadrimaculata (Gervais, 1844)

## Publications originales
- Roewer, 1923 : Die Weberknechte der Erde. Systematische Bearbeitung der bisher bekannten Opiliones. Gustav Fischer, Jena, p. 1-1116 (texte intégral).
- Roewer, 1912 : « Die Familie der Cosmetiden der Opiliones-Laniatores. » Archiv für Naturgeschichte, vol. 78, no 10, p. 1–122 (texte intégral).